# İpsala
İpsala là một huyện thuộc tỉnh Edirne, Thổ Nhĩ Kỳ. Huyện có diện tích 653 km² và dân số thời điểm năm 2007 là 30240 người, mật độ 46 người/km².